# Blargies
Blargies è un comune francese di 499 abitanti situato nel dipartimento dell'Oise, della regione dell'Alta Francia.

## Società

### Evoluzione demografica
Abitanti censiti